# Two-Mix
TWO-MIX (ou TWO∞MIX) foi um duo japonês de música pop e eletrônica formado em 1995. As integrantes eram Minami Takayama (vocalista e compositora) e Shiina Nagano (sintetizador e letras).

## História
Elas se conhecem desde a década de 1990. Takayama era membro de uma banda de música indie RE-X e conheceu Nagano através de um amigo. Takayama lançou um álbum solo em 1992, Endless Communication com a contribuição de Nagano. Elas, então, formaram um grupo juntos e lançaram um álbum. Em 1995, elas formaram o TWO-MIX com um estilo musical de pop música eletrônica.
As músicas delas estão em animes como Gundam Wing e Detective Conan (neste último, a voz do personagem principal é dublada pela Takayama; elas também fazem uma participação em um episódio no qual elas são raptadas e salvas por Conan e seus amigos).
Em 2007, Takayama e Nagano se juntaram a Joe Rinoie como um compositor e cantor adicional, mudando o nome do grupo para || MIX⊿DELTA. Mudaram o nome de TWO-MIX (dois misturados) para MIX-DELTA para representar que agora três estavam unidos.
Em 2009, Two-Mix voltou a ativa, lançando o single "Lightning Evolution/I'm Yours". No mesmo ano, o duo terminou.

## Discografia
| Álbuns de Two-Mix Álbuns de estúdio BPM 132 (1995) BPM 143 (1996) BPM 150 Max (1996) Fantastix (1997) Dream Tactix (1998) Rhythm Formula (1999) 0G (2001) Mini álbuns TWO→（RE）MIX (1996) BPM "DANCE∞" (1997) Fantastix II (1998) BPM "DANCE∞" II (2001) Compilações BPM "BEST FILES" (1997) Baroque Best (1998) BPM CUBE (2000) 7th anniversary BEST (2002) Categorhythm (2002) | - Delta One (2005) - Delta Two: Universe (2006) - ShiinaTactix-Sana.K - BPM 151 Tactix - 2008 |

### Singles
| - "Just Communication" - 1995 (primeira abertura de Gundam Wing) - "Rhythm Emotion" - 1995 (segunda abertura de for Gundam Wing) - "T-R-Y - Return to Yourself" - 1996 - "Love Revolution" - 1996 - "Rhythm Generation" - 1996 - "White Reflection" - 1997 (tema de Gundam Wing: Endless Waltz OVA) - "True Navigation" - 1997 (tema da terceira temporada de The X-Files no Japão) - "Summer Planet No.1" - 1997 - "Living Daylights" - 1997 - "Time Distortion" - 1998 - "Beat of Destiny" - 1998 - "Last Impression" - 1998 (tema de Gundam Wing: Endless Waltz Special Edition Movie) - "Truth: A Great Detective of Love" - 1998 (quinta abertura de Detective Conan) - "Body Makes Stream" - 1999 - "Maximum Wave" - 1999 - "Side Formula" - 1999 - "Naked Dance" - 2000 - "Gravity Zero" - 2001 - "Before The Ignition" - 2003 | - "Toki wo Koete" - 2007 (primeira abertura de Engage Planet Kiss Dum) - "A Runner at Daybreak" - 2007 (segunda abertura de Engage Planet Kiss Dum) - ShinaTactix - "Lightning Evolution/I'm Yours" - 2009 |